# Bečov nad Teplou
Bečov nad Teplou (en allemand : Petschau) est une ville du district et de la région de Karlovy Vary, en Tchéquie. Sa population s'élevait à 954 habitants en 2021.

## Géographie
Bečov nad Teplou est arrosée par la rivière Teplá et se trouve à 11 km à l'ouest de Toužim, à 17 km au sud de Karlovy Vary et à 115 km à l'ouest de Prague.
La commune est limitée par Krásno au nord-ouest, par Stanovice au nord, par Útvina et Chodov à l'est, par Otročín au sud et par Nová Ves à l'ouest. Bečov nad Teplou compte une petite section séparée du reste de la commune par Krásno ; elle est limitée par Horní Slavkov au nord et par Stanovice à l'est.

## Histoire
La première mention écrite de la localité date de 1349.
En 1817, Frédéric Auguste de Beaufort-Spontin, marquis de Spontin, de Florennes et de Courcelles, comte de Beauraing, seigneur de Freÿr, dès 1782 duc de Beaufort-Spontin, acquit le domaine. Ses descendants habitèrent les lieux jusqu'à leur dépossession par les décrets Beneš en 1946.